# Бхатти, Омер
Омер Майкл Джамал Бхатти (14.06.1984) сценический псевдоним O-Bee — певец, репер, танцор.
Омер Бхатти родился в Драммене, Норвегия, вырос в Холмлии, пригороде Осло. Талант к танцу проявился у Омера к восьми годам, и вскоре он уже выступал перед многотысячной аудиторией. В возрасте девяти лет он появился на проекте «Браво Брависсимо», очаровав зрителя своим мастерством. В последующие годы он участвует в нескольких телевизионных шоу.

## Карьера
В 2006 году он выступает с танцевальным номером на крупном норвежском фестивале VG-Lista.
Затем он взял сценический псевдоним «O-Bee». В 2008 году он снялся в клипе «Дом» для Национального Банка, и в том же году выпустил свой первый рэп «Красный Найк». В 2010 году O-Bee принимает участие в шоу «Торжественное открытие» и записывает клип на римейк песни Майкла Джексона «Wanna Be Starting Something», который он посвятил своим фанатам.
В 2011 году O-Bee подписал контракт с Universal Music и выпустил три сингла.
Первым был выпущенный в феврале того года «All Around The World», записанный вместе с Женевьевой Джексон, дочерью Рэнди Джексона, младшего брата Майкла Джексона. В связи с этим его пригласили на TV-шоу Skavlan. Сингл достигает 7-го места на iTunes в Норвегии, опередив
такие хиты, как «Fireworks» Кэти Перри и «Rolling In The Deep» Адель.
Второй, «Life Is A Movie», был выпущен в августе 2011 года, режиссёр Kavar Singh. Омер сравнивает себя с Фред Астер. Текст этой песни повествует о жизни O-Bee и
был написан в комнате, принадлежавшей Майклу Джексону в детстве.
Третий сингл «See The Light», записанный с певицей Shontelle, был выпущен в сентябре 2012 года. Текст песни мотивирует и настраивает на позитивный лад.
Он целый год не выпускает ничего нового, а в 2014 году расторгает контракт с звукозаписывающей компанией Universal и становится независимым артистом, создав свой собственный лейбл KiDSLIFE, под которым продолжил творческий путь.
Его приглашают в судейскую команду на шестой сезон телевизионного шоу «Норвегия ищет таланты» («Norske Talenter»). Благодаря присутствию Омера Бхатти, размеры зрительской аудитории достигли рекордного количества, превысив 750000 человек.
В начале 2014 года он снимает танцевальное видео под названием «Cold As Ice» вместе с норвежской барабанщиком Hazzo.
В марте O-Bee записывает рэп под названием «Top Of My Game» для «24Timer Mixtape» с рэппером Дэнни Мароком.
В мае 2014 он выпустил сингл «Love In The Morning». В припеве песни звучит голос Дэвида Амаро. В июле того же года O-Bee отправился на гастроли в рамках норвежского фестиваля VG-Lista Topp 20. Он сам и его команда, состоящая из Tee (Deejay), Jucie Crew (танцевальной группы) и Дэвида Амаро выступили в 5 городах Норвегия, делясь своим огромным талантом со зрителем и завоевывая все больше поклонников.
29 мая 2015 Омер Бхатти feat. Давид Амаро выпустили сингл «Let Me Know». Слушать.
Омер Бхатти выступает на благотворительных концертах, участвует в благотворительных аукционах.

## Клипы
- «Love You In The Morning»[14]
- «Wanna Be Starting Something»[15]
- «Life Is A Movie»[16]
- «See The Light»[17]
- «Let Me Know (One Shot Video)»[18]
- «Automatic»[19]

### Танцевальные
- «Dancing With The Stars»[20]
- «Cold As Ice»[21]
- «The Drill»[22]

## Синглы
- «All Around the World» (2011) featuring Genevieve Jackson
- «Life is a Movie» (2011)
- «See the Light» (2012) featuring Shontelle
- «Love You in the Morning» (2014)
- «Let Me Know» (2015)

### Записи
- «Red Nikes»
- «Under Pressure» with Jae-R
- «A Toast» with Jae-R and Chris Tucker
- «My Salvation» with Rayne Storm